# (5231) Verne
(5231) Verne (voorlopige aanduiding 1988 JV) is een planetoïde in de planetoïdengordel, die op 9 mei 1988 werd ontdekt door Carolyn Shoemaker in het Palomar-observatorium. De planetoïde werd in 1995 vernoemd naar de Frans auteur van avontuurlijke reisbeschrijvingen Jules Verne.
(5231) Verne is een planetoïde van ongeveer 11 km diameter.

## Baan om de Zon
De planetoïde beschrijft een baan om de Zon die gekenmerkt wordt door een perihelium van 2,217 AE en een aphelium van 3,019 AE. De planetoïde heeft een periode van 4,24 jaar (of 1547,21 dagen).